# Paullinia bracteosa
Paullinia bracteosa är en kinesträdsväxtart som beskrevs av Ludwig Radlkofer. Paullinia bracteosa ingår i släktet Paullinia och familjen kinesträdsväxter. Inga underarter finns listade i Catalogue of Life.